# Nàhiya
La nàhiya —àrab: ناحية, nāḥiya, en plural نواحي, nawāḥī; turc: 'nahiye', en turc modern bucak— és una divisió administrativa de segon o posterior nivell en estats de tradició islàmica, normalment agrupant diversos pobles o petites ciutats.
A l'Imperi Otomà inicialment fou una subdivisió del sanjaq, que al seu torn era generalment una subdivisió de l'eyalat, una província o grup de províncies. Posteriorment, el 1867, es va introduir un nivell intermedi entre el sanjaq i la nàhiya, el kaza —en turc— o qadà —en àrab— (‘districte’), de manera que la nàhiya esdevingué una subdivisió d'aquesta unitat. El cap d'una nàhiya era el mudir, supeditat al caimacan del kaza. En instaurar-se la república, els sanjaqs foren suprimits (1921) a Turquia, però kazalar i nahiyeler van restar com a subdivisions de les províncies. El 1926 els kazalar van passar a anomenar-se Il o ilçe i les nahiyeler van ser suprimides i el seu lloc ocupat per municipis i viles.
A Síria i l'Iraq les nàhiyes són divisions administratives de tercer nivell, subdivisions dels districtes o qadàs, tot i que a Síria aquests han estat reanomenats com míntaqes. A Jordània, en canvi, són divisions de segon nivell, per sota de les governacions o muhàfadhes. Finalment, a Tadjikistan la nàhiyes, anomenades nohiya o raion, són subdivisions de les regions o províncies.